# Портрет Рихарда Вагнера (Ренуар)
«Рихард Вагнер» (фр. Richard Wagner), «Портрет Рихарда Вагнера» (фр. Portrait de Richard Wagner) — картина французского художника-импрессиониста Пьера Огюста Ренуара, представляющая собой портрет немецкого композитора Рихарда Вагнера. Создана художником в 1882 году в Палермо, куда он отправился по просьбе парижских вагнерианцев во время своего путешествия по Италии. Большинство источников указывает, что немецкий маэстро уделил художнику около получаса. Встречаются мнения, что на портрет ушло даже меньше времени. Картина попала в собрание издателя Жоржа Шарпантье, покровительствовавшего художнику. В середине 1880-х годов её приобрёл Робер де Бонньер, после чего она находилась в коллекциях нескольких владельцев. В 1947 году была передана в качестве дара в парижский Лувр, а с 1986 года входит в собрание Музея Орсе.

## История создания

### Предыстория
В 1870—1880 годы музыка и эстетические взгляды композитора Рихарда Вагнера вызывали в Европе и, в частности, во Франции горячие споры. Благодаря знакомству с парижским судебным следователем Ласку, к числу поклонников немецкого реформатора оперного искусства относился один из основоположников и ведущих представителей импрессионизма — Пьер Огюст Ренуар. Он играл на фортепиано, и в его картинах неоднократно отражалась его любовь к музыке, в том числе непосредственно к творчеству Вагнера. Жан Ренуар в биографии отца привёл его слова о том, что Ласку «вбил себе в голову, что заставит меня полюбить Вагнера. Надо признать, что вначале это ему удалось!» Доходило до того, что Ренуар принимал участие даже в потасовках с противниками немецкого маэстро. «Это глупо, но полезно. Хорошо время от времени увлечься чем-нибудь, не имеющим отношения к собственному коньку». Впрочем, впоследствии художник несколько охладел к «вагнеровской горячке» и признавался, что его больше всего привлекает итальянская музыка, а также творчество французских мастеров XVIII века (Гретри, Куперен).
В 1870-е годы импрессионисты старались добиться признания, но общественное мнение и большинство критиков были настроены всё ещё враждебно к их искусству. В связи с этим многие из них, из числа тех, кто вынужден был зарабатывать на жизнь продажей картин, находились в тяжёлом материальном положении. Ренуара выручало то, что он со временем стал известным портретистом, и покровительство со стороны обеспеченных любителей живописи. Одним из них был издатель Жорж Шарпантье, а также его жена Маргарита, хозяйка известного салона, который посещали многие деятели искусства. Супруги заказали художнику несколько портретов членов своей семьи, что он принял с благодарностью. К ним присоединились и другие знакомые Ренуара. Про эти события его биограф Анри Перрюшо писал: «Благодаря всем этим новым знакомствам, которые начинали умножаться, у Ренуара появилась надежда стать модным портретистом. Для него это был бы верный способ избавиться от постоянной нужды». В середине октября 1878 года художник закончил яркий портрет мадам Шарпантье с детьми, получивший известность в Париже. После этого с заказами на портреты обратилось ещё большее количество любителей живописи. В феврале 1879 года Поль Сезанн писал в этой связи Виктору Шоке, что очень рад успеху своего друга и коллеги. В феврале 1881 года материальное положение Ренуара настолько упрочилось, что он впервые решил снять отдельную квартиру. Там он тайно от знакомых стал жить с Алиной Шариго, которая была моложе его на 18 лет и в 1890 году стала его женой.

### Путешествие в Италию
Летом 1881 года Ренуар находился на севере Франции, где создал ряд картин. После этого он решил отправиться в путешествие в Италию, привлечённый её богатым художественным наследием. Остановившись ненадолго в Париже, он отправился на юг. По утверждению Барбары Эрлих-Уайт, искусствоведа и биографа художника, в эту поездку он взял с собой Алину Шариго. В подтверждение этого исследовательница приводит несколько фактов и косвенных доказательств, в частности, указывает, что девушка позировала в качестве важнейшей «итальянской» картины Ренуара — «Белокурая купальщица». Другие источники о совместном путешествии Огюста и Алины умалчивают. В Италии Ренуар находился с конца октября 1881 года и до января 1882 года. Маргарите Шарпантье художник писал про свои планы: «Я начал с севера и собираюсь спуститься вниз по всему сапогу [Италии], а закончив, с превеликим удовольствием приду к вам отобедать». Он начал с осмотра художественных сокровищ Венеции, был во Флоренции и Риме. Особенно его поразили фрески Рафаэля и Неаполь, где были представлены образцы египетского и помпеянского искусства. Однако со временем художника стало утомлять однообразие итальянской живописи («постоянно всё те же мадонны и те же драпировки!»), и он стал обдумывать возвращение во Францию.
После того как Ренуар побывал на Капри, он собирался вернуться во Францию в середине января 1882 года, но в Неаполе он получил письмо из Парижа. В нём несколько ведущих французских вагнерианцев во главе с Жюлем де Брейром просили воспользоваться случаем и написать портрет Рихарда Вагнера. Маршан Амбруаз Воллар вспоминал, как Ренуар рассказывал ему, что Ласку настоятельно просил сделать хотя бы набросок великого композитора. Вагнер с 5 ноября жил в Палермо на Сицилии, где заканчивал свою последнюю оперу — «Парсифаль». Художник просьбу принял, но был явно недоволен нарушением своих планов. Во многом его раздражала необходимость плыть на корабле на остров. «В перспективе по меньшей мере пятнадцать часов морской болезни», — говорил он.

### Создание

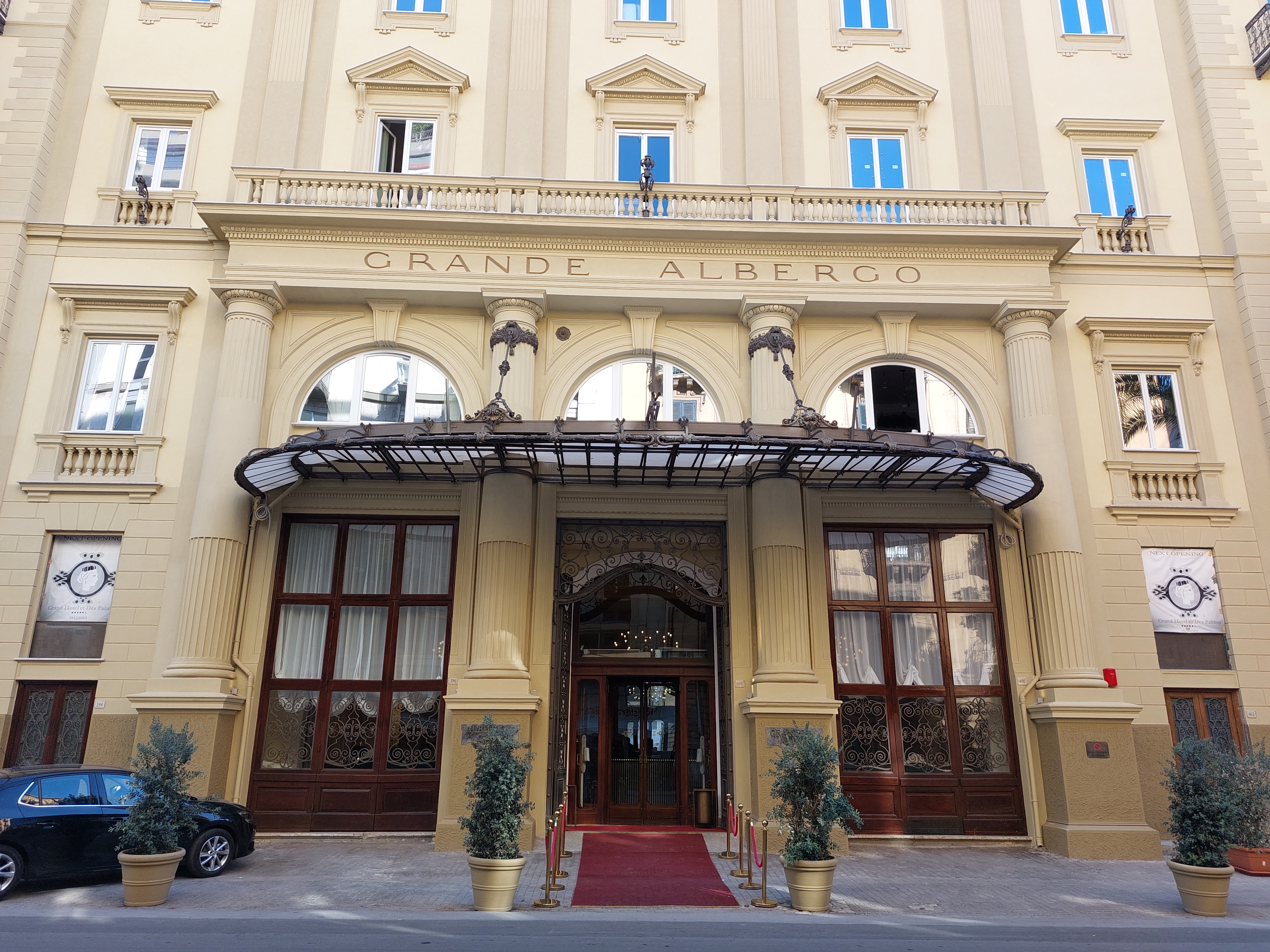
Отель, где проживал Рихард Вагнер. Современная фотография

В Палермо Ренуар выяснил, что Вагнер проживает в «Hotel des Palmes» (современный «Grand Hotel et des Palmes»). В тот же вечер он отправился туда, но слуга композитора заявил, что тот не может его принять. На следующее утро, 13 января 1882 года, художник вновь отправился в отель. На этот раз его встретил художник Павел Жуковский (Пауль фон Юковски — Paul von Joukowsky), сын известного русского поэта Василия Жуковского. Он сопровождал Вагнера в качестве художника-оформителя декораций к постановке премьеры оперы «Парсифаль» и также собирался сделать его портрет. Жуковский попросил разозлённого французского коллегу пойти им навстречу и не уезжать, а подождать ещё один день. Дело в том, что в это время композитор заканчивал оркестровку «Парсифаля» и был в крайне «болезненном и нервном состоянии, перестал есть и т. д.». Ренуар принял это предложение, и 14 января в 17-00 часов состоялась встреча с композитором. На неё художник явился без рекомендательных писем из Парижа, которые, как выяснилось, он утерял. Про этот казус он рассказывал позже Воллару: «Я рискнул всё-таки представиться с пустыми руками, если не считать шкатулки с красками, которую я захватил».

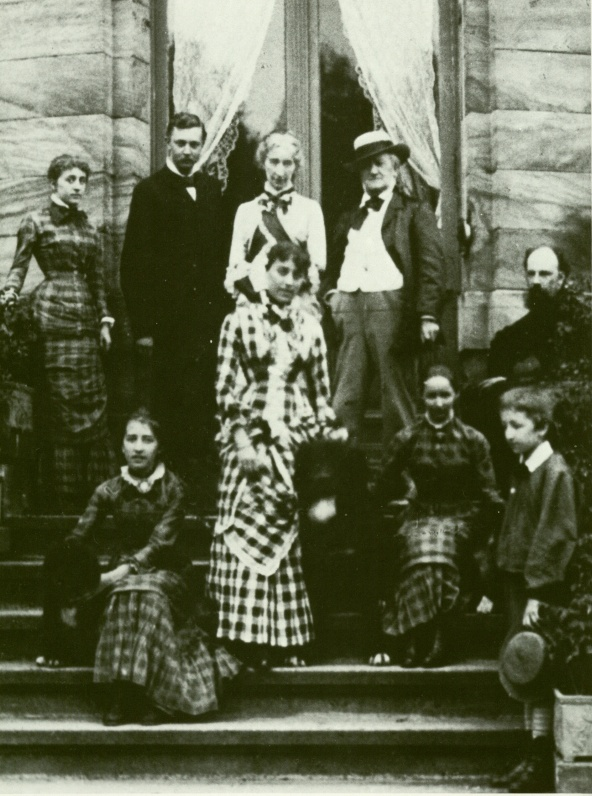
Павел Жуковский (справа) с друзьями и членами семьи Вагнера. Вилла Ванфрид, Байройт, 1881

Однако к удивлению художника и в этот раз Вагнер не собирался позировать. Из сообщения Воллара известно, что первой произнесённой фразой композитора была: «Я не могу уделить вам больше получаса!». В итоге между художником и композитором завязался оживлённый разговор. Ренуар описывал свои впечатления от беседы следующим образом: «Я услышал шум шагов, заглушённый толстым ковром. Это был маэстро в бархатном костюме с большими манжетами из чёрного атласа. Он был очень красив и очень любезен, протянул мне руку, усадил меня в кресло, и тут начался нелепейший разговор, перемежавшийся бесконечными „о!“ и „а!“, на смеси французского с немецким и с гортанными окончаниями». Разговор длился около 45 минут, в этот время присутствовал также Жуковский. Ренуар разошёлся и, по его словам, наговорил «глупостей». Среди прочего обсуждался импрессионизм в музыке, а Вагнер бранил музыкантов-евреев, в частности, композитора и критика Гуго Вольфа. В ответ Ренуар разругал Джакомо Мейербера. Также Ренуар сделал несколько комплиментов маэстро, отметив, что во Франции его поддерживают «аристократы духа». В ответ композитор заявил о своём желании, чтобы его творчество приняли французы, но он был уверен, что их вкусы ограничены операми «немецкого еврея» Мейербера. В конце беседы Вагнер обратился к французу: «Если завтра в полдень я буду себя хорошо чувствовать, я смогу попозировать вам до обеда. Придётся уж вам быть снисходительным — я сделаю, что смогу, но не сердитесь на меня, если я не выдержу. Господин Ренуар, спросите господина Юковски, не возражает ли он, чтобы вы также написали мой портрет, если, конечно, это ему не помешает…»
Как и было условлено, 15 января в полдень Ренуар приступил к созданию картины. Как и предупреждал Вагнер, он смог выделить для сеанса тридцать пять минут. Историк импрессионизма Джон Ревалд писал со ссылкой на Воллара и письмо Ренуара, что Вагнер сумел посвятить сеансу не более двадцати пяти минут, биограф Паскаль Бонафу, что на это ушло двадцать минут. Жан Ренуар отмечал, что по его сведениям, на создание портрета и нескольких набросков вообще ушло только около 15 минут. Воллар сообщал, что в конце сеанса Вагнер неожиданно встал и произнёс: «Довольно, я утомлён». Посмотрев на законченный портрет, композитор удивлённо воскликнул: «Я похож на протестантского пастора!» И по собственным словам, и по мнению очевидцев Ренуар во время создания портрета находился в возбуждённом состоянии. Так, вторая жена композитора Козима Вагнер отметила 15 января 1882 года в дневнике: «[Ренуар] позабавил Р. [Вагнера] своей нервической манерой и тем, что всё время гримасничает за работой». Жан Ренуар писал, что модель нервировала отца и после нападок на еврейских музыкантов со стороны Вагнера тот в ответ стал нахваливать музыку основоположника оперетты Жака Оффенбаха. Неожиданно Вагнер одобрил его оперетты, отметив, что это, конечно же, лёгкая музыка, но она имеет свои достоинства: «Если бы Оффенбах не был евреем, он стал бы Моцартом».

### Последующие события
Картина (размер — 51,3 × 44,7 см) стала единственным портретом, написанным Ренуаром в Италии. Когда Шарпантье получил работу, художник сопроводил его следующим посланием: «Если написанный мною портрет Вагнера Вам понравится и Вы захотите добавить к нему пояснительную надпись, можете сказать, что портрет выполнен в Палермо 15 января 1882 года, через день после того, как Вагнер закончил „Парсифаля“».
После создания портрета Ренуар вернулся в Неаполь, откуда собирался вернуться в Париж, так как соскучился по французской жизни. Однако он встретился с Полем Сезанном в Марселе и решил поработать пару недель с ним в прованском Эстаке, хотя мадам Шарпантье с нетерпением ждала его в Париже, надеясь, что он напишет портрет её дочери. В начале февраля Ренуар серьёзно заболел, подхватив грипп, перешедший в воспаление лёгких. Для поправки здоровья он отправился в Алжир, где он уже был в предыдущем году.
Ренуар посетил постановку оперы «Валькирия» Вагнера в Байройте, но, как и многие, не смог выдержать «шестичасовые» крики валькирий и вышел из театра до конца представления. Несмотря на охлаждение своего отношения к творчеству маэстро, Ренуар продолжал поддерживать дружеские отношения с Ласку. «Он поражал меня! Подумать только — следователь, который путешествует по всей Европе с собственным роялем в багаже, как другие со своим бельём!», — вспоминал импрессионист.

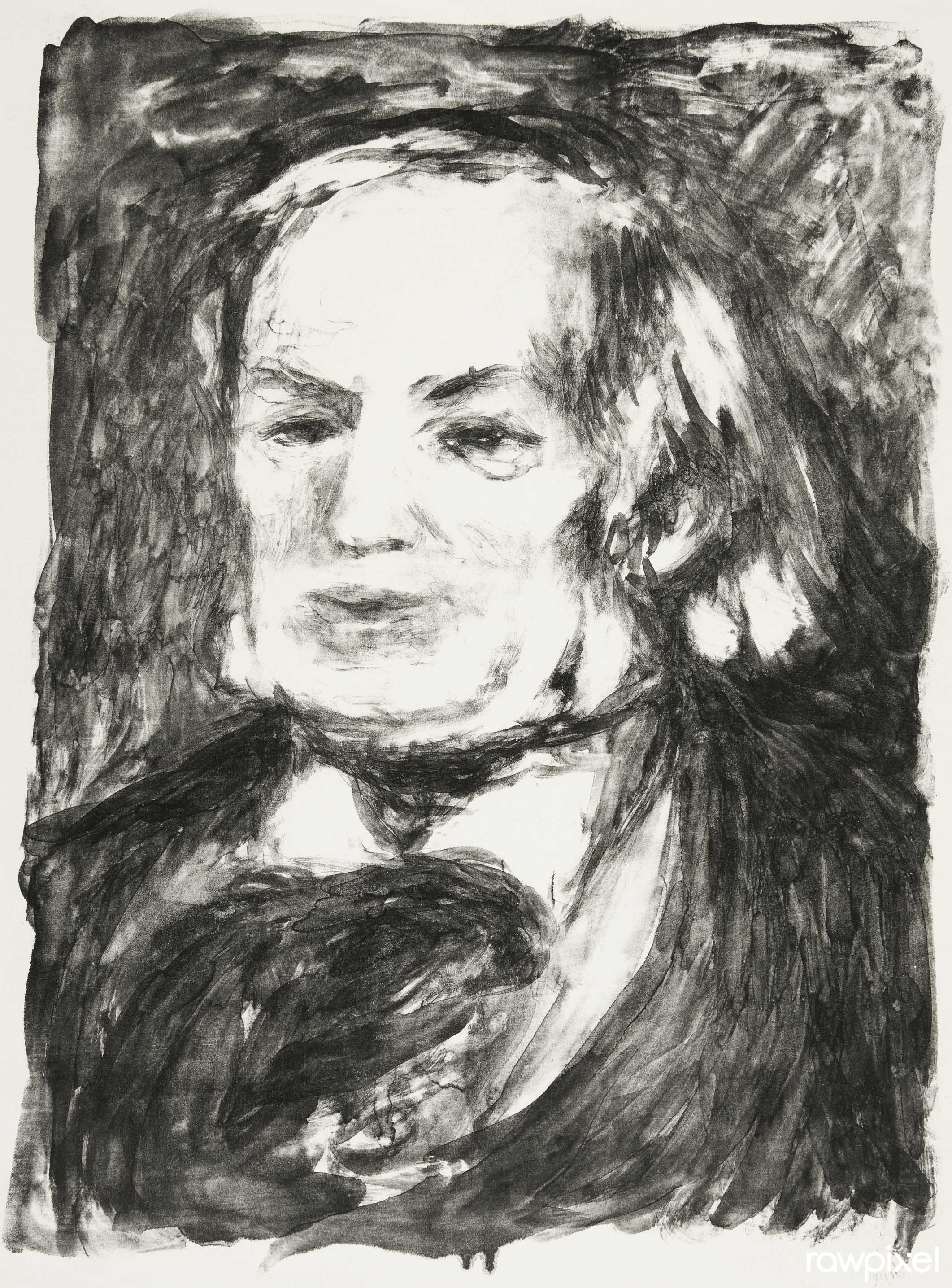
Литография с портрета, 1895—1905

Через четыре года Шарпантье продал портрет Вагнера Роберу де Бонньеру. Композитор умер 13 февраля 1883 года, в связи с чем Ренуар сделал с портрета угольно-карандашную копию, которая 24 февраля сопровождала некролог композитора в издании Шарпантье «La vie moderne». В 1893 году Ренуар выполнил заказ на копию портрета и для этого брал картину у нового владельца. С 1947 года портрет хранился в парижском Лувре, куда он попал в качестве дара со стороны Альфреда Корто. С 1986 года картина передана в Музей Орсе (инвентарный номер RF 1947 11). Немецкий искусствовед Юлиус Мейер-Грефе писал, что портрет представляет собой «замечательный документ», который позволяет взглянуть на Вагнера с психологической стороны. Также, по его мнению, на работе Ренуара видно, насколько свободно он чувствовал себя «перед объектом своего восхищения». Лилиан Либмен (Lillian Libman), менеджер и секретарь одного из крупнейших композиторов XX века Игоря Стравинского в 1960-е годы, зафиксировала, что среди прочих изображений в американский период жизни в его кабинете висела репродукция картины Ренуара.